# Jens Peter Jensen (borgmester i Aalborg)
 Der er flere personer med dette navn, se Jens Peter Jensen.
Jens Peter Jensen (9. marts 1904[kilde mangler] – 1. april 1970[kilde mangler]) var en dansk socialdemokratisk borgmester for Aalborg Købstadskommune i otte år fra 1954 til 1962.
Han efterfulgte Marius Andersen (den første) i 1954 og efterfulgtes i 1962 af Thorvald Christensen.